# إدوارد فينتر (كاتب)
إدوارد فينتر (بالإنجليزية: Edward Winter)‏ هو كاتب وصحفي ومؤرخ بريطاني، ولد في 1955.

## وصلات خارجية
- إدوارد فينتر على موقع مباريات الشطرنج (الإنجليزية)